# Communications-Based Train Control
Communications-based train control (CBTC) is een systeem voor seingeving en treinbeïnvloeding dat gebruikmaakt van radiocommunicatie tussen trein- en baanapparatuur. CBTC-systemen zijn ontwikkeld voor trein- en metrosystemen waar treinen of metro's elkaar op korte afstand volgen. CBTC-systemen zijn gestandaardiseerd volgens de IEEE 1474 standaard, maar systemen van verschillende leveranciers zijn niet interoperabel. Interoperabel wil zeggen dat deelsystemen van de ene fabrikant probleemloos en zonder beperkingen kunnen samenwerken met deelsystemen van iedere andere fabrikant.
CBTC-systemen omvatten:
- cabineseingeving; dit onderdeel geeft rijtoestemmingen of -opdrachten door aan metro's of treinen
- treinbeïnvloeding; dit onderdeel garandeert dat een trein of metro zich altijd aan de maximumsnelheid houdt, en nooit verder rijdt dan het punt tot waar een rijtoestemming of -opdracht is gegeven
- eventueel automatische treinbesturing, afgekort ATO, naar het Engelse automatic train operation; treinen of metro's met ATO rijden automatisch, zonder machinist of treinbestuurder

CBTC-systemen meten de spoorbezetting niet met apparatuur in de baan, maar metro's of treinen geven zelf continu hun positie door aan de beveiligingssystemen in het spoor en/of aan een centrale verkeersleidingspost. Dit maakt het mogelijk dat de railvoertuigen elkaar vrijwel op remafstand kunnen volgen. Deze wijze van beveiliging wordt wel aangeduid met 'beveiliging met glijdende blokken' of 'beveiliging met zwevende blokken'.
In 2003 is CBTC voor het eerst in gebruik genomen, bij AirTrain, het treinsysteem van de luchthaven San Francisco. Ook op de Amsterdamse Noord/Zuidlijn is CBTC ingevoerd, en wordt later op het hele netwerk van de Amsterdamse metro ingevoerd.
De kaart van 2012 hieronder geeft plaatsen aan waar CBTC wordt toegepast.Er is inmiddels ook een rapportage van het gebruik van CBTC met de stand van zaken op 31 december 2018.

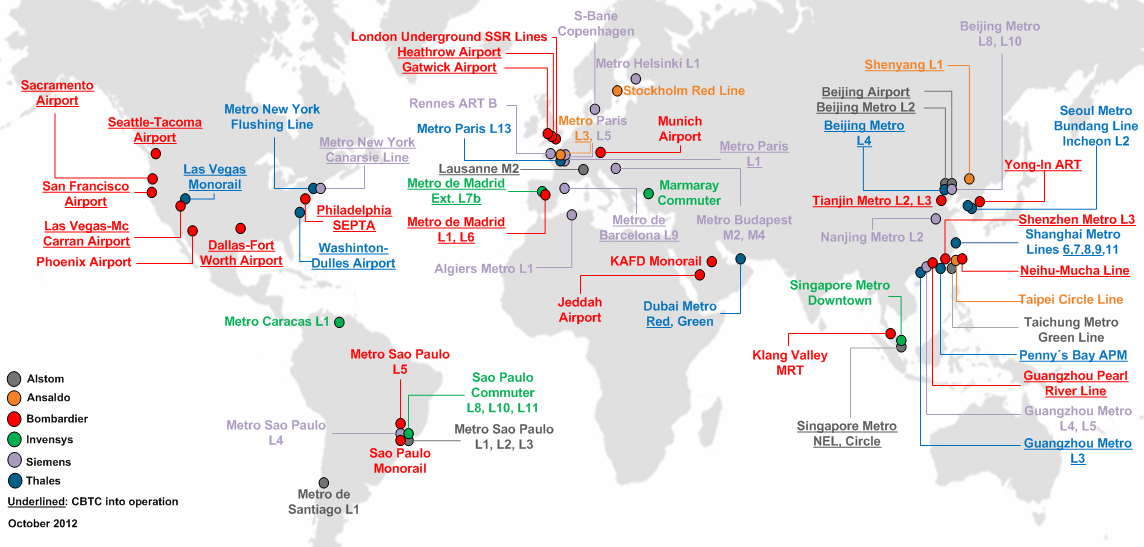
CBTC toepassingen wereldwijd. Kleuren geven de leverancier aan, onderstreepte toepassingen zijn in gebruik, de rest is nog in aanleg (stand oktober 2012).